# عبد الله بن صالح العبيد
عبد الله بن صالح بن عبيد العبيد (1941 -) هو وزير التربية والتعليم السعودي الأسبق، من مواليد 1361هـ / 1941م في محافظة البدائع بمنطقة القصيم في المملكة العربية السعودية.[بحاجة لمصدر]

## حياته ونشأته
- دكتوراة: المناهج والتقييم التربوي - جامعة أوكلاهوما الحكومية، الولايات المتحدة الأمريكية.
- ماجستير: المناهج والتقييم التربوي - جامعة أوكلاهوما الحكومية، الولايات المتحدة الأمريكية.
- بكالوريس: كلية اللغة العربية - جامعة الإمام محمد بن سعود الإسلامية، المملكة العربية السعودية.
- حصل على شهادة دورة الإدارة العليا في معهد الإدارة العامة بالرياض، المملكة العربية السعودية.
- حصل على شهادة دورة التأهيل العسكري للضباط الجامعيين، المملكة العربية السعودية.

## مناصب
- مندوب للرئاسة العامة لتعليم البنات بالزلفي - 1383هـ / 1963م.
- محرر بوزارة الدفاع و الطيران وبالقوات الجوية الملكية السعودية - من عام 1384-1388هـ / 1964-1968م.
- مدرس بكلية الملك فيصل الجوية، ومديرا لمكتب قائد الكلية وقائدا لجناح التعليم - من عام 1388-1401هـ / 1968-1981م.
- وكيل مساعد للشؤون الإدارية في الرئاسة العامة لشؤون الحرمين الشريفين - 1401هـ / 1981م، ثم نائباً للرئيس العام لشؤون الحرمين لشؤون المسجد النبوي الشريف - 1402هـ /2002م.
- نائب مدير الجامعة الإسلامية بالمدينة المنورة - 1402هـ/1982م، ثم مديراً للجامعة - من عام 1403-1416هـ / 1983-1996م.
- أمين عاماً لرابطة العالم الإسلامي بمكة المكرمة - من عام 1416-1421هـ / 1996–2001م. وشغل في أثناء ذلك الأعمال الآتية
  - الأمين العام للمجلس الأعلى العالمي للمساجد.
  - رئيس هيئة الإعجاز العلمي في القرآن الكريم والسنة النبوية.
  - نائب رئيس المجمع الفقهي الإسلامي.
  - رئيس مجلس إدارة هيئة الإغاثة الإسلامية العالمية.
- عضو بمجلس الشورى - من عام 1422-1425هـ / 2002-2005م.
- عمل في أثناء ذلك عضواً مؤسسا ورئيساً للجمعية الوطنية لحقوق الإنسان.
- وزير للتربية والتعليم - من عام 1425-1430 هـ / 2005-2009م. وشغل في أثناء ذلك الأعمال الآتية
  - نائب رئيس مؤسسة الملك عبد العزيز ورجاله للموهبة والإبداع.
  - نائب رئيس اللجنة العليا لسياسة التعليم.
  - رئيس جمعية الكشافة العربية السعودية.
  - رئيس اللجنة الوطنية للطفولة.
  - رئيس اللجنة الوطنية للتربية والعلوم والثقافة.
  - عضو مجلس الخدمة المدنية.
  - عضو المجلس الأعلى للجامعات.
- مشرف عام لرابطة العالم الإسلامي من عام 1437 - حتى الآن

## المشاركات العلمية
شارك في العديد من المجالس والمؤتمرات والندوات المحلية والإقليمية والدولية الخاصة بالدعوة والتعليم، والحوار بين أتباع الأديان والثقافات والحضارات، وشؤون الأقليات الإسلامية، وحقوق الإنسان.
اشراف على عدد من رسائل الماجستير والدكتوراه ومناقشتها، وتقويم البحوث العلمية.
قام بعدد من الدراسات والبحوث وأوراق العمل. منها:
- دراسة مقارنة بين المناهج التعليمية في المملكة والولايات المتحدة الأمريكية.
- تنمية الطاقة البشرية الفنية والمهنية في المملكة العربية السعودية.
- مذكرات في فن القيادة وبناء الشخصية.
- جهود المملكة العربية السعودية في خدمة الإسلام والمسلمين في شرقي آسيا.
- إنجازات المملكة العربية السعودية في خدمة الهيئات والمنظمات الإسلامية.
- جهود المملكة العربية السعودية في دعم قضية فلسطين.
- المملكة والإسلام وحوار الحضارات.
- هل الدول العربية تساند الإرهاب؟ المملكة العربية السعودية أنموذجاً.
- كرامة الإنسان في الإسلام.
- الحضارات والثقافات: وئام أم صدام.
- حقوق غير المسلمين في الإسلام: ضوابط التعايش بين المسلمين والمسيحيين.
- الإرهاب ومواجهته.
- التعارف طريق للتسامح.
- حقوق الإنسان بين الإسلام والجهود الدولية.
- الجودة والعمل الخيري.

| سبقه عبد الله الزايد      | مدير الجامعة الإسلامية 1403هـ - 1416هـ                        | تبعه صالح العبود                      |
| سبقه عبد الله بن عمر نصيف | الأمين العام لرابطة العالم الإسلامي 1416هـ - 1421هـ           | تبعه عبد الله بن عبد المحسن التركي    |
| سبقه لايوجد               | رئيس الجمعية الوطنية لحقوق الإنسان 18-1-1425هـ - 28-12-1425هـ | تبعه مفلح ربيعان القحطاني             |
| سبقه محمد بن أحمد الرشيد  | وزير التربية والتعليم السعودي 1425هـ - 1430هـ                 | تبعه فيصل بن عبد الله بن محمد آل سعود |